# Laurent de Vos
Laurent de Vos (Antwerpen, 1533 – Kamerijk, januari 1580) was een Zuid-Nederlands componist.
Hij kreeg een algemene opleiding aan de Onze-Lieve-Vrouwekathedraal van Antwerpen en werd in april 1563 in Brugge tot priester gewijd. Vanaf 1566 was hij in Kamerijk leider van een/het knapenkoor van de Oude kathedraal van Kamerijk, maar vertrok in 1577 naar Ieper om er kapelmeester van de Sint-Maartenskerk te worden. Na slechts drie jaar was hij terug in Kamerijk, alwaar hij in botsing kwam met de despotisch heersende stadsgouverneur Baudoin de Gavre, baron D’Inchy. Hij werd gevangen genomen, gegeseld en vervolgens opgehangen voor zijn koorknapen. Zijn stoffelijk resten en die van medestrijders zouden onder invloed van een teruggekeerde aartsbisschop Lodewijk van Berlaymont herbegraven zijn in de Église des cordeliers, aldus stadschroniquer Doudelet van Valenciennes.
François-Joseph Fétis probeerde zijn werk in het begin van de 19e eeuw opnieuw onder de aandacht te brengen tijdens zijn concerten met “oude werken”.
Hij staat te boek als componist van een beperkt aantal werken, die verspreid over allerlei bundels werden uitgegeven. Enkele van zijn chansons werden onder zijn naam in 1603 uitgegeven in Douai.